# Edo (ime)
Edo je moško osebno ime.

## Izvor imena
Ime Edo je različica moškega osebnega imena Edi oziroma Edvard.

## Pogostost imena
Po podatkih Statističnega urada Republike Slovenije je bilo na dan 31. decembra 2007 v Sloveniji število moških oseb z imenom Edo: 271.

## Osebni praznik
Osebe z imenom Edo godujejo takrat kot osebe z imenom Edvard.